# فترة الاسترداد
فترة الاسترداد Payback period أو فترة استرداد رأس المال المدفوع وهي من وسائل الموازنة الرأسمالية والتي يعتمد عليها المستثمر أو المدير المالي لتنفيذ مشروع استثماري ما.
تقوم فكرته على الفترة التي يقضيها المشروع حتى يسترد المال المدفوع في البداية ويحدد المستثمر ما إذا كانت هذه الفترة تتناسب مع خططه أم لا.
عند تقديم دراسة الجدوى الاقتصادية لأي مشروع يتم تقدير التدفقات المالية الداخلة والخارجة للسنوات القادمة للمشروع وبالتالي وبعملية حسابية بسيطة يتم معرفة استرداد رأس المال.
هناك أيضا ما يعرف بفترة الاسترداد المخصومة Discounted payback period أي المخصومة حسب تكلفة الفرصة البديلة.
و من الانتقادات على هذه الطريقة هو ان هناك نقطة لا ننظر إلى التدفقات المالية بعدها مما قد يؤدي إلى رفض مشاريع جيدة.